# Christopher Ferguson

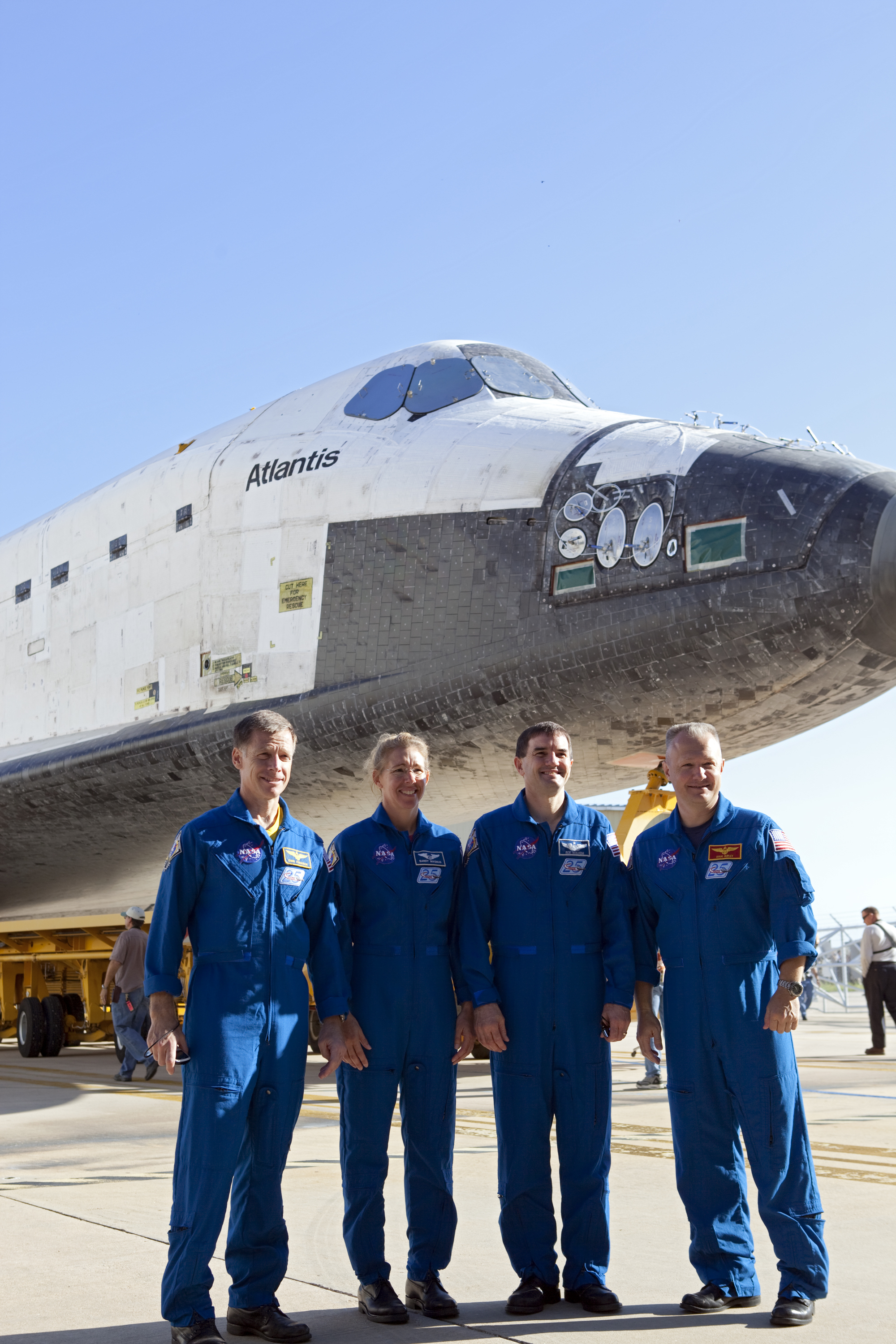
Załoga misji STS-135 na tle promu Atlantis. Od lewej: Chris Ferguson, Sandra Magnus, Rex Walheim i Doug Hurley

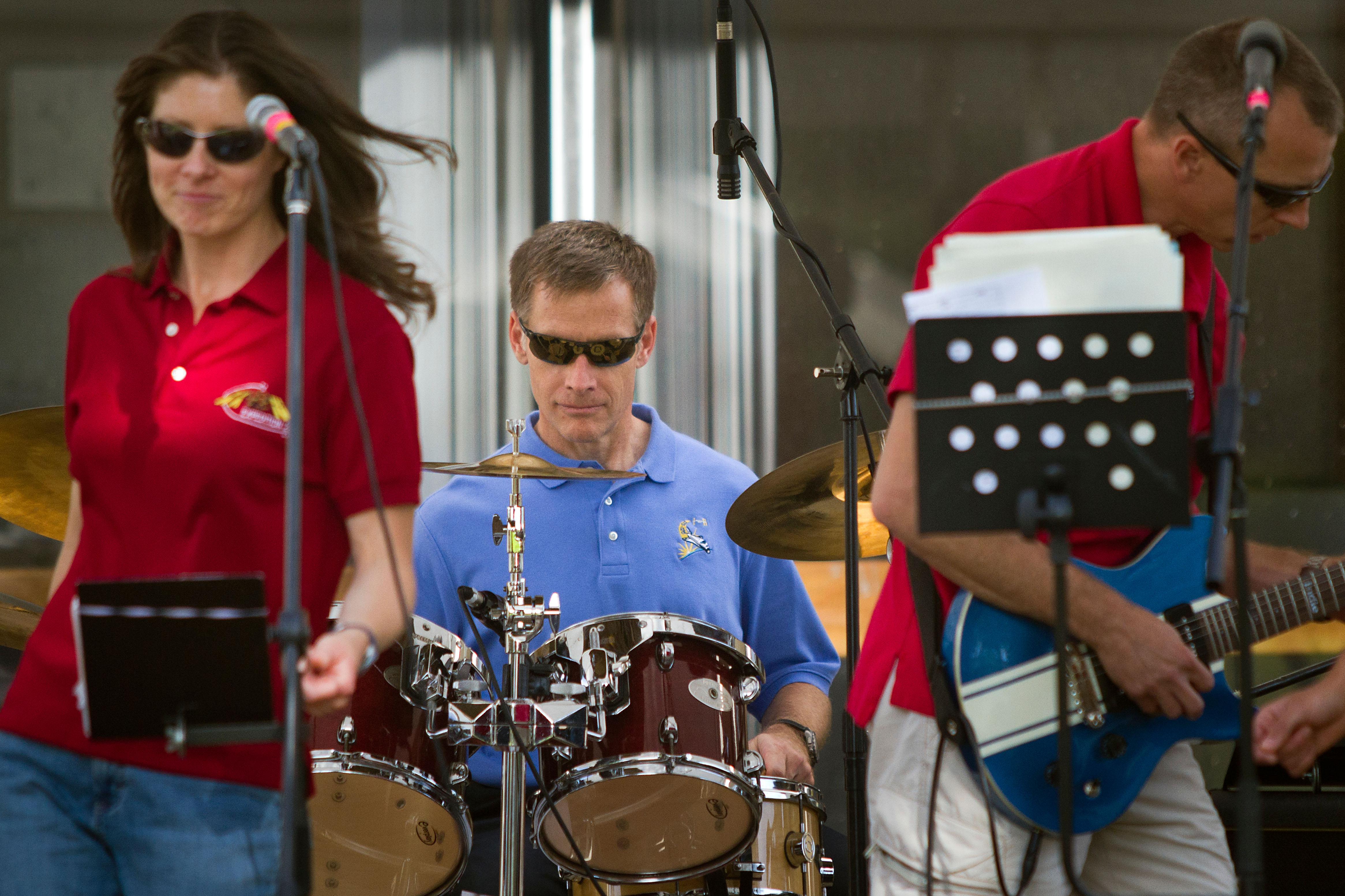
Grupa Max Q podczas występu w Johnson Space Center, 2011. Od lewej: Tracy Dyson, Chris Ferguson i Andrew Feustel

Christopher John Ferguson (ur. 1 września 1961 w Filadelfii) – amerykański astronauta, pilot wojskowy, inżynier, komandor United States Navy pochodzenia szkocko–polskiego. Był dowódcą misji STS-135, ostatniej w historii programu Space Shuttle.

## Wykształcenie i służba wojskowa
- 1979 – ukończył szkołę średnią (Archbishop Ryan High School) w Filadelfii.
- 1984–1989 – w czerwcu 1984 uzyskał na Drexel University licencjat w dziedzinie inżynierii mechanicznej. Następnie rozpoczął służbę w marynarce wojennej z tymczasowym przydziałem do Szkoły Pilotów Doświadczalnych Marynarki (Naval Test Pilot School) w bazie Patuxent River w stanie Maryland. W listopadzie 1984 podjął naukę w szkole lotniczej w bazie Pensacola na Florydzie. Później odbył szkolenie Teksasie. Po uzyskaniu kwalifikacji pilota lotnictwa morskiego (Naval Aviator) został skierowany do bazy w Virginia Beach na dziewięciomiesięczne przeszkolenie w zakresie pilotażu samolotu F-14 Tomcat. Następnie otrzymał przydział do 11. eskadry myśliwców szturmowych „Red Rippers” (Strike Fighter Squadron 11 – VF-11). W jej składzie uczestniczył m.in. w rejsach ćwiczebnych lotniskowca USS „Forrestal” na wodach północnego Atlantyku, Morza Śródziemnego i Oceanu Indyjskiego. W czasie służby w VF-11 odbył kurs instruktorski TOPGUN (United States Navy Strike Fighter Tactics Instructor program) w lotniczej bazie marynarki Miramar, zlokalizowanej na przedmieściach San Diego. Jednocześnie studiował w Podyplomowej Szkole Marynarki Wojennej (Naval Postgraduate School), uzyskując w 1991 magisterium w dziedzinie inżynierii lotniczej.
- 1992 – ukończył kurs uzupełniający w Szkole Pilotów Doświadczalnych w bazie Patuxent River, po którym został skierowany do wydziału uzbrojenia w tamtejszej Dyrekcji ds. Testów Samolotów Szturmowych (Strike Aircraft Test Directorate). Do 1994 pełnił funkcję oficera koncepcyjnego w programie separacji uzbrojenia samolotu F-14D. Był też pierwszym pilotem, który wykonał strzelania różnymi typami pocisków rakietowych „powietrze-ziemia” z pokładu F-14 (w wersjach A i D).
- 1994–1995 – pełnił funkcję pilota-instruktora w Szkole Pilotów Doświadczalnych Marynarki Wojennej.
- 1995–1998 – po krótkim przeszkoleniu specjalistycznym otrzymał przydział do 211. eskadry myśliwców szturmowych „Fighting Checkmates” (Strike Fighter Squadron 211 – VF-211). Wraz ze swoją jednostką, zaokrętowaną wówczas na lotniskowcu USS „Nimitz”, brał udział m.in. w operacji „Southern Watch” w Zatoce Perskiej. Ponadto bezpośrednio przed wstąpieniem do korpusu astronautów NASA przez niedługi okres pełnił funkcję oficera ds. zaopatrzenia samolotów F-14 przy dowódcy sił powietrznych marynarki wojennej Floty Atlantyku.
- Czerwiec 2010 – zakończył czynną służbę wojskową, przechodząc w stan spoczynku.

Jako pilot wylatał ponad 5700 godzin za sterami przeszło trzydziestu typów samolotów.

## Praca w NASA i kariera astronauty
- 4 czerwca 1998 – został przyjęty do korpusu astronautów NASA (NASA-17(inne języki)) jako kandydat na pilota wahadłowca.
- 2000 – zakończył szkolenie podstawowe, po którym otrzymał uprawnienia pilota promu i przydział do Biura Astronautów. Pracował w działach: systemów statku kosmicznego (Spacecraft Systems Branch) i operacyjnym (Operations Branch).
- 27 lutego 2002 – został mianowany pilotem promu Atlantis w załodze misji STS-115. Start wahadłowca został zaplanowany na wiosnę 2003. Jednakże po katastrofie wahadłowca Columbia plan lotów został gruntownie zmieniony i misję wielokrotnie przesuwano.
- 9–21 września 2006 –  uczestniczył w misji STS-115 wahadłowca Atlantis.
- Listopad 2007 – został wyznaczony przez NASA do drugiego lotu kosmicznego. Tym razem powierzono mu funkcję dowódcy misji STS-126[2].
- 15–30 listopada 2008 – uczestniczył w misji STS-126 wahadłowca Endeavour.
- 14 września 2010 – został wyznaczony na dowódcę misji STS-135[3].
- 2011 – w dniach 8–21 lipca uczestniczył w misji STS-135 wahadłowca Atlantis – lotem tym NASA zakończyła program Space Shuttle. W grudniu zakończył pracę w agencji.

## Rodzina
Ojcem Christophera był Szkot Ian Ferguson, zmarły w 1981. Matką zaś jest pochodząca z polskiej rodziny Mary Ann z d. Florkowski, która po śmierci pierwszego męża poślubiła Normana Pietrasa. Sam Chris zaś ożenił się z Sandrą z d. Cabot, z którą ma troje dzieci.

## Odznaczenia
- Naval Astronaut Wings
- Legia Zasługi
- Zaszczytny Krzyż Lotniczy
- Medal Departamentu Obrony za Chwalebną Służbę
- Medal Lotniczy
- Medal Pochwalny Marynarki Wojennej – trzykrotnie
- Navy Achievement Medal
- National Defense Service Medal
- NASA Space Flight Medal – trzykrotnie
- Universal Astronaut Insignia za lot orbitalny (nr 444) – Stowarzyszenie Uczestników Lotów Kosmicznych (Association of Space Explorers(inne języki))[4]

## Wykaz lotów
| Loty kosmiczne, w których uczestniczył Christopher J. Ferguson           | Loty kosmiczne, w których uczestniczył Christopher J. Ferguson | Loty kosmiczne, w których uczestniczył Christopher J. Ferguson | Loty kosmiczne, w których uczestniczył Christopher J. Ferguson | Loty kosmiczne, w których uczestniczył Christopher J. Ferguson | Loty kosmiczne, w których uczestniczył Christopher J. Ferguson | Loty kosmiczne, w których uczestniczył Christopher J. Ferguson |
| Nr                                                                       | Data startu                                                    | Data lądowania                                                 | Statek kosmiczny                                               | Funkcja                                                        | Czas trwania                                                   |                                                                |
| ------------------------------------------------------------------------ | -------------------------------------------------------------- | -------------------------------------------------------------- | -------------------------------------------------------------- | -------------------------------------------------------------- | -------------------------------------------------------------- | -------------------------------------------------------------- |
| 1                                                                        | 9 września 2006                                                | 21 września 2006                                               | STS-115 Atlantis F-27                                          | Pilot wahadłowca                                               | 11 dni 19 godzin 6 minut i 35 sekund                           |                                                                |
| 2                                                                        | 15 listopada 2008                                              | 30 listopada 2008                                              | STS-126 Endeavour F-22                                         | Dowódca misji                                                  | 15 dni 20 godzin 29 minut i 27 sekund                          |                                                                |
| 3                                                                        | 8 lipca 2011                                                   | 21 lipca 2011                                                  | STS-135 Atlantis F-33                                          | Dowódca misji                                                  | 12 dni 18 godzin 28 minut i 50 sekund                          |                                                                |
| Łączny czas spędzony w kosmosie — 40 dni 10 godzin 4 minuty i 52 sekundy |                                                                |                                                                |                                                                |                                                                |                                                                |                                                                |